# Academia Sul-Mato-Grossense de Letras
A Academia Sul-Mato-Grossense de Letras, cognominada "Casa Luis Alexandre de Oliveira" com sigla A.S.L., é a associação literária máxima de Mato Grosso do Sul, fundada em 30 de outubro de 1971, com o nome de "Academia de Letras e História de Campo Grande".

## Histórico e dados
Foi idealizada por Ulysses Serra, ainda como entidade litero-historiográfica da cidade de Campo Grande.
Localiza-se em sede própria, à Rua 14 de Julho, 4635, nos altos do bairro São Francisco.
Sua diretoria é composta por um Presidente e seu vice, um Secretário-Geral e um Secretário, 1º e 2º Tesoureiros, e é auxiliada por uma Comissão de Atividades Culturais, um Conselho Editorial e um Conselho Fiscal.

## Patronos
Tal como a Academia Brasileira de Letras, a A.S.L. é composta de 40 Cadeiras, cada uma delas sob um Patronato. 
A lista dos Patronos é a seguinte:
| - 1 - Nicolau Fragelli - 2 - Francisco de Aquino Correia - 3 - Ulisses Serra - 4 - Joaquim Duarte Murtinho - 5 - José Ribeiro de Sá Carvalho - 6 - Arnaldo Estêvão de Figueiredo - 7 - José Barnabé de Mesquita - 8 - Itúrbides Almeida Serra - 9 - Marechal Mascarenhas de Morais - 10 - Argemiro de Arruda Fialho - 11 - José Vieira Couto de Magalhães - 12 - Marechal Cândido Rondon - 13 - Estêvão de Mendonça - 14 - Severino Ramos de Queirós | - 15 - Pandiá Calógeras - 16 - Rosário Congro - 17 - Eduardo Olímpio Machado - 18 - Aguinaldo Trouy - 19 - João Guimarães Rosa - 20 - Visconde de Taunay - 21 - Arlindo de Andrade Gomes - 22 - Vespasiano Martins - 23 - Sabino José da Costa - 24 - Lobivar de Matos - 25 - Arnaldo Serra - 26 - Pedro de Medeiros - 27 - Antônio João Ribeiro - 28 - Raul Machado | - 29 - Elmano Soares - 30 - Otávio Cunha Cavalcanti - 31 - Henrique Cirilo Correia - 32 - Weimar Torres - 33 - Ovídio Correia - 34 - Tertuliano Meireles - 35 - Múcio Teixeira - 36 - Franklin Cassiano da Silva - 37 - Padre José Valentim - 38 - Enzo Ciantelli - 39 - João Tessitori Júnior - 40 - Lima Figueiredo |

## Membros
TITULARES
- Abílio Leite de Barros
- Abrão Razuk
- Altevir Soares Alencar
- Américo Ferreira Calheiros
- Antonio João Hugo Rodrigues
- Augusto César Proença
- Elizabeth Fonseca
- Emmanuel Marinho
- Enilda Mougenot Pires
- Francisco Albuquerque Palhano
- Francisco Leal de Queiroz
- Geraldo Ramon Pereira
- Guimarães Rocha
- Henrique Alberto De Medeiros Filho
- Hermano De Melo
- Ileides Muller
- José Couto Vieira Pontes
- José Pedro Frazão
- Lélia Rita De Figueiredo Ribeiro
- Lucilene Machado Garcia Arf
- Maria Adélia Menegazzo
- Marisa Serrano
- Orlando Antunes Batista
- Oswaldo Barbosa De Almeida
- Paulo Corrêa De Oliveira
- Paulo Sérgio Nolasco dos Santos
- Paulo Tadeu Haendchen
- Pe. Afonso de castro
- Pedro Chaves dos Santos Filho
- Raquel Naveira
- Reginaldo Alves de Araújo
- Rêmolo Letteriello
- Renato Toniasso
- Rubenio Marcelo
- Samuel Xavier Medeiros
- Theresa Hilcar
- Valmir Batista Corrêa

São eleitos por seus pares, havendo cadeira vaga, podendo concorrer aqueles que tiverem indicação de pelo menos três de seus Imortais, e ainda:
- Ter publicado obra significativa;
- Ter reputação ilibada;
- Residir no estado.